# Gustav Schmid-Goertz
Gustav Werner Emanuel Schmid-Goertz (* 15. November 1889 in Hamburg; † 2. September 1965 ebenda) war ein deutscher Landschaftsmaler, Grafiker und Scherenschnittkünstler.

## Leben
Schmid-Goertz besuchte von 1905 bis 1908 die Kunstgewerbeschule in Hamburg bei Julius Wohlers. Von 1909 bis 1914 studierte er an der Akademie in Weimar unter Fritz v. Mackensen und Gari Melchers. Anschließend war er zumeist in Altona tätig. 1922 wurde er in den Altonaer Künstlerverein aufgenommen, 1926 für den austretenden Wilhelm Battermann zum zweiten Vorsitzenden gewählt, er war auch Kassenprüfer. Im Jahr 1929 nahm er an der Kunstausstellung in Altona teil, 1933 betrieb er die nationalsozialistische Gleichgesinnung des Vereins. Schmid-Goertz war auch Mitglied im Hamburger Künstlerverein von 1832 und der Hamburgischen Künstlerschaft.
Seine Werke befinden sich im Altonaer Museum (Ölgemälde), sowie in der Hamburger Kunsthalle (Bleistiftzeichnungen und Schnitte).